# Liste des maires de Pont-Sainte-Maxence

## Liste des maires
| Période    | Période                      | Identité                       | Étiquette    | Qualité |
| ---------- | ---------------------------- | ------------------------------ | ------------ | --- |
| 1790       | 1792                         | François Le Brasseur           |              | |
| 1792       | 1792                         | Alexandre Gruel de Formancourt |              | |
| 1792       | 1792                         | M. Dubois                      |              | |
| 1792       | 1793                         | Pierre Lefebvre                |              | |
| 1793       | 1795                         | Nicolas Damiens                |              | |
| 1795       | 1800                         | François Maxent Dubois         |              | |
| 1800       | 1817                         | Adrien Leclercq                |              | |
| 1817       | 1817                         | Jacques Coqueret               |              | |
| 1817       | 1821                         | Étienne Martin                 |              | |
| 1821       | 1830                         | Louis Caillet                  |              | |
| 1830       | 1831                         | Antoine Marin                  |              | |
| 1831       | 1834                         | Albert Destrez                 |              | |
| 1834       | 1840                         | Hypolite Morillon              |              | |
| 1840       | 1848                         | Louis Caillet                  |              | |
| 1848       | 1852                         | Louis Dubois                   |              | |
| 1852       | 1852                         | Jean-Pierre Fauvel             |              | |
| 1852       | 1867                         | Antoine Poidevin               |              | |
| 1867       | 1871                         | Louis Marin                    |              | |
| 1871       | 1874                         | François Richard               |              | |
| 1874       | 1878                         | Antoine Poidevin               |              | |
| 1878       | 1882                         | François Richard               |              | |
| 1882       | 1906 (décès)                 | Arsène Berdin                  | Rad.         | Conseiller général du canton de Pont-Sainte-Maxence (1883 → 1906) |
| 1906       | 1908                         | Félix Gauron                   |              | |
| 1908       | 1912                         | Georges Thierry                |              | |
| 1912       | 1939 (décès)                 | Georges Decroze                | GD           | Négociant en vins Député de l'Oise (1914 → 1919) Sénateur de l'Oise (1931 → 1939) Conseiller général du canton de Pont-Sainte-Maxence (1955 → 1961) |
| 1939       | 1941                         | Gustave Bazin                  |              | |
| 1941       | 1944                         | Robert Boilet                  |              | |
| 1944       | 1947                         | Georges Massart                |              | |
| 1947       | 1949                         | André Pierson                  |              | |
| 1949       | mars 1959                    | Fernand Girod                  | DVD          | Docteur en médecine Conseiller général du canton de Pont-Sainte-Maxence (1955 → 1961) |
| mars 1959  | mars 1971                    | Gérard Palteau                 | PS           | Vétérinaire |
| mars 1971  | mars 1977                    | Michel Bourdeau                | UDR puis RPR | Médecin généraliste |
| mars 1977  | 1992                         | Jean-Luc Pingrenon             | PS           | Instituteur puis cadre de la fonction publique territoriale |
| 1992       | mars 2001                    | Jean Doisy                     | PS           | |
| mars 2001  | mars 2008                    | Antoine Aubrée                 | RPR puis UMP | Banquier Président de la CCPOH (2002 → 2008) |
| mars 2008  | mars 2014                    | Michel Delmas                  | PS           | Ingénieur Conseiller général du canton de Pont-Sainte-Maxence (2011 → 2015) Président de la CCPOH (2008 → 2014) |
| avril 2014 | En cours (au 7 juillet 2020) | Arnaud Dumontier               | UMP → LR     | Fonctionnaire Conseiller départemental de Sainte-Maxence (2015 → ) Vice-président du conseil départemental de l'Oise (2017 → ) Vice-président (2014 → ) puis président (2020 → ) de la CCPOH Président de l' OPAC de l'Oise Réélu pour le mandat 2020-2026 |

## Compléments